# Hispània visigoda

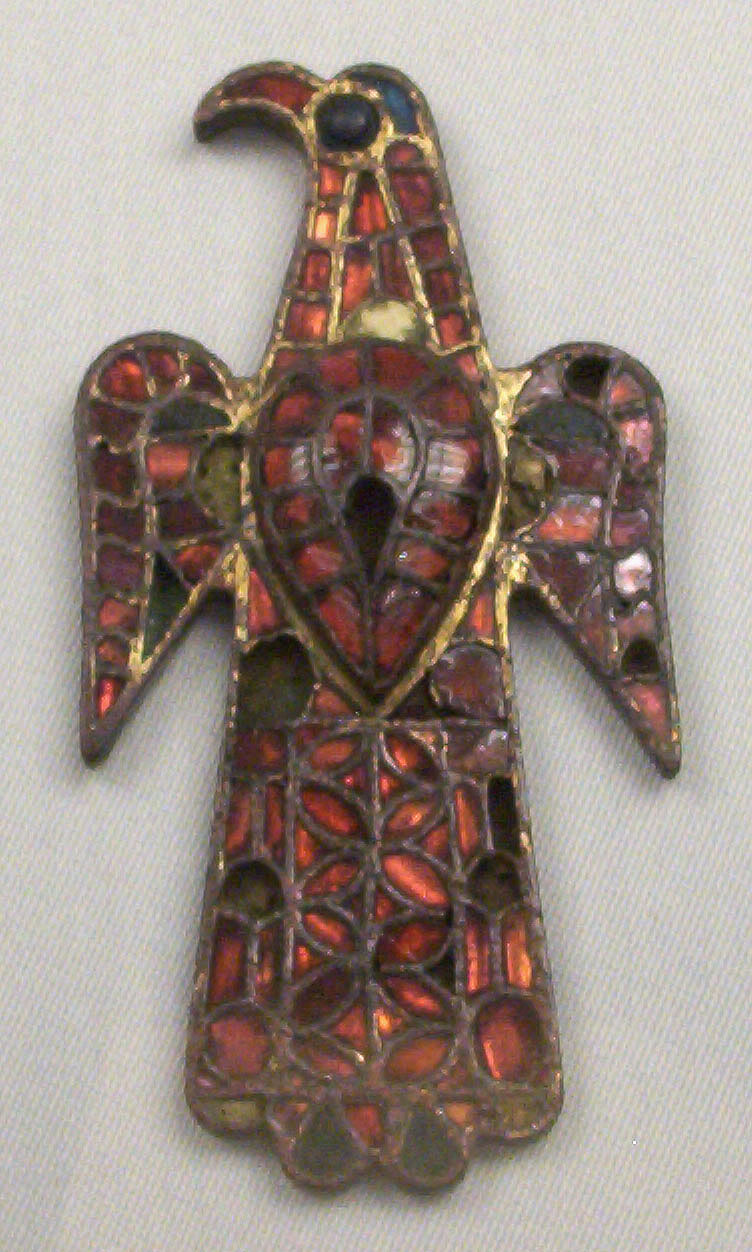
Fíbula aquiliforme visigòtica d'Alovera, feta amb bronze i pasta vítria, procedent d'Alovera (Guadalajara). Realitzada mitjançant la tècnica de l'alveolat o paredat (cloisonné). Museu Arqueològic Nacional, Madrid.

L′Hispània visigoda és la denominació del període històric que abasta l'assentament del poble visigot a la península Ibèrica, entre mitjans del segle v i començaments del segle viii.

## Història

### Invasions germàniques a Hispània
Des del segle segle iii al segle v, dos pobles germànics havien creuat la península Ibèrica, els sueus i els vàndals, així com un poble iranià dels alans, que existeix encara a Ossètia, a les muntanyes del Caucas. Cap al 409 o 410, es tenen notícies de l'entrada pels Pirineus d'un nombre no determinat de sueus (uns 30.000, encara que no hi ha consens entre els historiadors), el poble germànic de major complexitat cultural, ocupant el nord-oest de la península, el que és Gal·lècia, amb capital a Braccara Augusta, l'actual Braga (Portugal).
El cronista Hidaci, parlant sobretot de l'ocupació de la Gallaècia pels sueus, parla de tota mena d'atropellaments i brutalitats:
| «                                                                | Els bàrbars que havien penetrat a les Espanyes devasten-les en lluita sagnant […] Escampant-se furiosos els bàrbars per les Espanyes, i encreuant-se igual el flagell de la pesta, el tirànic exactor roba i el soldat saqueja les riqueses i els manteniments guardats a les ciutats; regna una gana espantosa, i les feres destrossen fins i tot els homes més forts. | » |
| — C. Sánchez Albornoz i A. Viñas: Lecturas históricas españolas. | |   |

Tot i això, els historiadors actualment consideren que les fonts de l'època han de ser mirades amb prudència, analitzant no només el que s'escriu sinó també la finalitat que perseguia l'autor en la seva època amb aquesta obra, havent de sotmetre-les a un enjudiciament crític.
Galícia va ser ocupada no només pels sueus, sinó també per vàndals asdinges. Els alans es van desplaçar cap a la Lusitània i la Cartaginense. Amb els vàndals silinges a la zona de la Bètica, només quedava en poder de l'Imperi romà la província de la Tarraconense. Precisament per poder recuperar el domini perdut a la península Ibèrica, l'imperi pacta amb el rei got Walia perquè siguin ells els qui defensin els drets de Roma davant d'aquestes tribus germanes. Així doncs, el 416 els visigots penetren com aliats de Roma, a través d'un foedus, derrotant els alans i part dels vàndals, de manera que l'Imperi recupera el control de les regions més romanitzades (la Bètica i el sud de la Tarraconense).
L'emperador Honori en el 418 els allunya del riu Mediterrani, recol·locant-los a l'Aquitània. Els sueus van ocupar llavors bona part de la península, amb capital a Emèrita Augusta, l'actual Mèrida. Els vàndals els van derrotar a Mèrida, però, cap al 429, van passar a Àfrica. Els alans van ocupar el centre i l'est de la Península, i van acabar sent absorbits per la població hispanoromana.
En aquesta situació, l'imperi romà d'Occident havia recuperat el domini almenys nominal de la Península, excepte la zona dominada pels sueus, que consolidaven el seu regne a l'occident. Cap a l'any 438 el rei sueu Requila emprèn una decidida activitat de conquesta de la resta d'Hispània, apoderant-se de la Lusitània, la Cartaginense i la Bètica. El seu successor, Requiari, aprofitarà les pertorbacions del moviment bagauda per avançar cap a la zona de Saragossa i Lleida. Aquesta acció va impulsar a l'imperi romà a demanar novament als visigots, a través del seu rei Teodoric II, l'ajuda precisa per controlar Hispània. Les tropes visigodes travessen els Pirineus i a la tardor de 456 van prendre Astorga, la capital del regne sueu, i capturen al rei Requiari, quedant la resta dels sueus al territori comprès de la Gallaècia a l'actual Galícia, part d'Astúries i Lleó i meitat nord de Portugal. El regne sueu es va mantenir independent fins a finals del segle vi. La resta de la península va quedar en mans visigodes, passant a formar part del Regne visigot de Tolosa, amb capitalitat a Tolosa (França). Les onades de conquesta es van succeir amb posterioritat, però ara per ocupar espais on domina encara l'imperi romà.
L'any 476, els visigots ja s'havien assentat a la península Ibèrica i el 490 va acabar el gruix de les migracions des del nord.

### El convulsseglevi

Extensió del Regne Visigot a principis del.

Els visigots no controlaven tota la península Ibèrica. A la part nord-oest hi havia el regne dels sueus. Tota la cornisa cantàbrica des de la serralada fins al mar, zona poc romanitzada, estava dominada per asturs, càntabres i vascons. La monarquia visigoda va conèixer un moment de debilitat durant el segle vi. Almenys dos reis són assassinats successivament, Teudisel i Àkhila I, i en diferents zones de la península es produeixen revoltes de terratinents contra l'autoritat real (Còrdova, Sevilla i Mèrida, aquestes dues últimes capitals del regne).
A finals de 552 l'emperador Justinià I ja havia finalitzat la campanya de conquesta del regne ostrogod, accedint aquest mateix any a la petició d'ajuda formulada en el 551 pel rebel visigot Atanagild a canvi d'una franja costanera des d'Alacant fins a la costa sud-atlàntica portuguesa, incloent-hi el nord d'Àfrica i les illes Balears. El nou territori conquerit es va denominar Província d'Espània, i es va establir la seva capital a Carthago Spartaria, l'actual Cartagena, controlant bona part del Mediterrani hispà i l'estret de Gibraltar, i amb això el comerç. La col·laboració oriental va ser decisiva per decantar la guerra civil al regne peninsular hispà a favor d'aquell candidat davant d'Àkhila. Però la compensació territorial mai no va ser plataforma per a la conquesta de l'antiga Hispània. De fet, les zones concedides en 552 van començar a minvar en les dècades següents, especialment durant el regne de Leovigild, fins a la seva desaparició cap al 624 ja en època del rei Suíntila.

Regne visigot durant Leovigild, any 586.

Al final del regnat de Teudis es va traslladar la capital a Toledo i amb Atanagild es va consolidar aquest trasllat. Gràcies a la decidida acció política de Leovigild (573-586) es va produir en la segona meitat del segle vi un enfortiment de la monarquia, amb èxits en diversos camps. Va aconseguir cert nivell d'estabilitat de la monarquia amb reformes monetàries, restablint el control sobirà sobre territoris que s'havien declarat independents a la segona meitat del segle vi, la conquesta del regne sueu, així com contra les instal·lacions romanes d'Orient, moltes de les quals van passar de nou a mans visigodes.
No obstant això, la pretensió de Leovigild d'unificar els seus regnes religiosament, amb base a l'arrianisme, va fracassar. Va viure les seves pitjors hores amb la revolta del seu fill Hermenegild al sud, convertit al catolicisme. Fins al 584 no es restaurarà la pau amb la derrota del fill a les mans del pare. El seu fill i successor Recared (586-601), germà d'Hermenegild, va aconseguir aquesta unitat religiosa, però prenent com a base el catolicisme. En el transcendental III Concili de Toledo el rei i Baddo, la seva esposa, van manifestar la seva conversió. Es considera que, després d'aquesta conversió, la cultura visigòtica a Hispània aconsegueix el seu zenit.

### Els foscos anys delseglevii

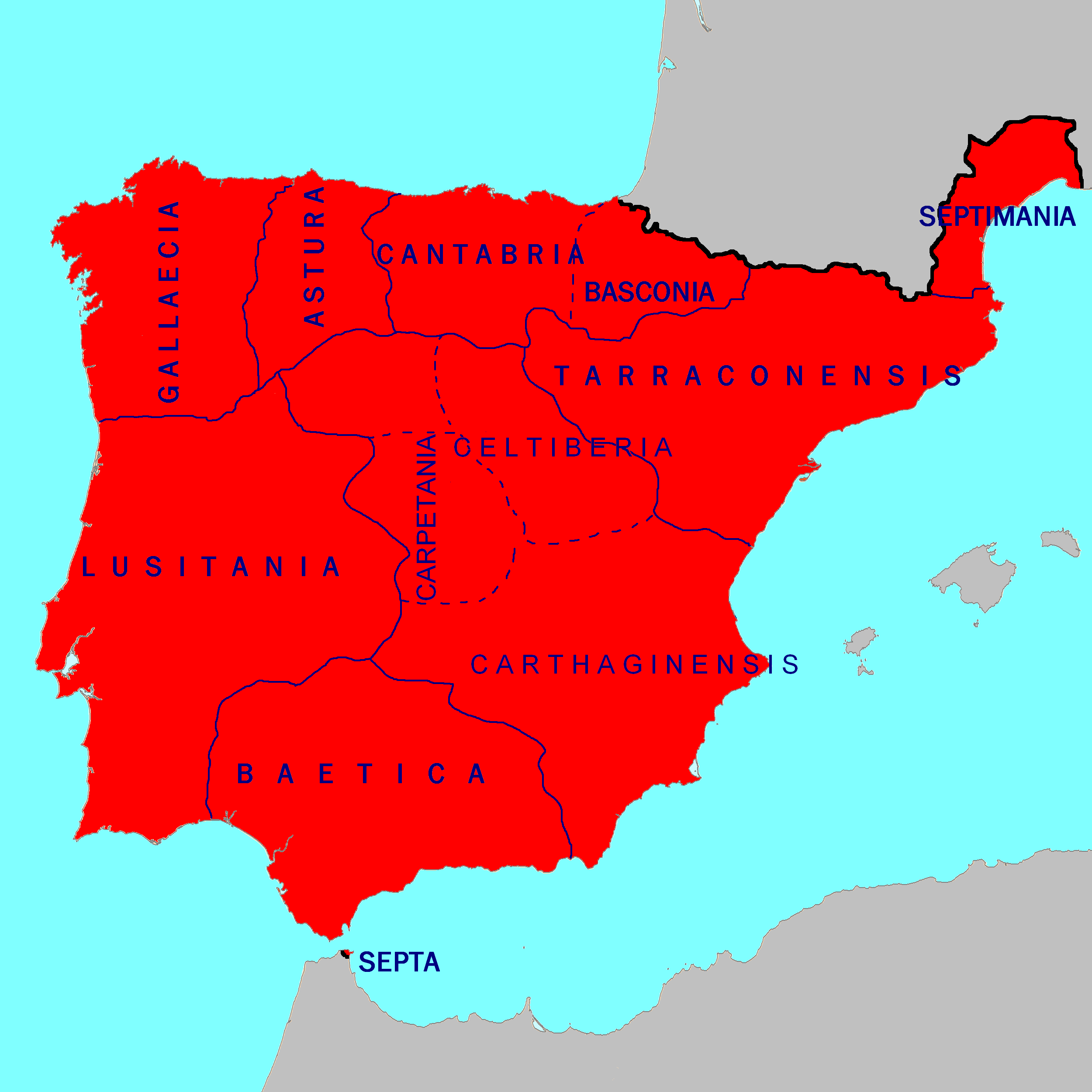
Hispània visigòtica del 625 al 711, abans de la conquesta musulmana de la península Ibèrica.

La relativa pau que es respirava amb Leovigild i Recared, es veu truncada novament. Se succeeixen Liuva II, Viteric, Gundemar i Recared II i d'ells, el que no és assassinat, fins i tot sent menor d'edat, mor en estranyes circumstàncies. Únicament Suíntila (621-631), gran general, acaba per expulsar els romans d'Orient el 624.
Recesvint (649-672) serà reconegut per la seva tasca legislativa de curta durada (Liber iudiciorum), millorada per Vamba, però que influirà de manera notable en els furs locals a partir del segle x.

### Caiguda del Regne visigot
En una carta al rei Æthelred de Mèrcia, datada el 746-747, sant Bonifaci atribuïa l'esfondrament del regne visigot a «la degeneració moral dels gots». Per a E. A. Thompson, que és qui comenta això al pròleg de The Goths in Spain (Els gots a Hispània, 1969), «no és gens evident que la moderna investigació, en el punt en què es troba, hagi aprofundit molt més».
Cap a 710 se succeeixen els enfrontaments pel tron després de la mort de Vítiza. Els pretendents a la corona, Roderic i Àkhila II, el primer al sud i el segon al nord de la península, se situen en posicions extremes. Es convé que Witiza havia pactat abans de la seva mort la conquesta musulmana de la península Ibèrica per al control del regne. Altres sostenen que va ser Àkhila II, però mantenen que les forces del Califat Omeia, després d'haver conquerit el nord d'Àfrica, creuen l'estret de Gibraltar i conquisten Toledo, vencent i matant Roderic en la batalla de Guadalete (o de la Llacuna de la Janda). La seva entrada és imparable i dos anys més tard assetgen Saragossa.
Per mitjà d'una sèrie de capitulacions, un noble visigot pertanyent als cercles palatins, Teodomir, va aconseguir mantenir durant unes dècades més, una considerable autonomia en el Regne de Teodomir, un vast territori al voltant de la ciutat d'Oriola, a les actuals províncies de Múrcia i Alacant.
La historiografia clàssica dona per cert que diversos nobles visigots, així com una part de la població visigoda que fugia dels musulmans, van escapar cap al nord de la península, concretament a Astúries, poblada pels asturs, d'origen celta, fora del control musulmà, encara que hi podria haver hagut un governador a la zona de costa (actual Gijón), Munuza, però mai van arribar els musulmans a dominar les muntanyes, que sí van servir de refugi als resistents cristians, i un d'ells, un oficial de Roderic, que va estar a la batalla de Guadalete l'any 711 anomenat Pelai, va aconseguir derrotar 722 a una expedició de conquesta musulmana a la batalla de Covadonga. Pelai que ara tenia la col·laboració dels Asturs, antics enemics dels visigots, ja que anteriorment havien intentat sotmetre'ls, va ser triat príncep dels asturs i així es va convertir en el primer rei d'Astúries, i s'aconseguirà la creació d'un petit, però ferri nucli de resistència que donarà lloc a la Reconquesta i a la formació dels primers regnes cristians. D'altra banda sobre la batalla altres historiadors dubten i desconeixen la localització exacta del lloc de l'escaramussa, tampoc no han aconseguit esbrinar la data concreta, que abasta un període inclòs entre els anys 718 i 722. La Reconquesta va estar present per escrit a partir de la Crònica d'Albelda (Chronicon Albeldense o Codex Conciliorum Albeldensis seu Vigilanus) (any 833), suposa una de les escasses fonts conservades d'estudi del període final de la monarquia hispanovisigoda, l'invasió i assentament del poder Omeia a la península, i la gènesi del Regne d'Astúries, la historiadora francobelga Adeline Rucquoi, diu: La Reconquesta és una realitat i té la seva història.
Per al segle ix tota la península, a excepció de l'esmentat nord peninsular, quedaria sota el domini musulmà. Hi ha altres teories minoritàries per explicar la fi del regne visigot substituït pel predomini musulmà.

## Societat de la Hispània Visigoda

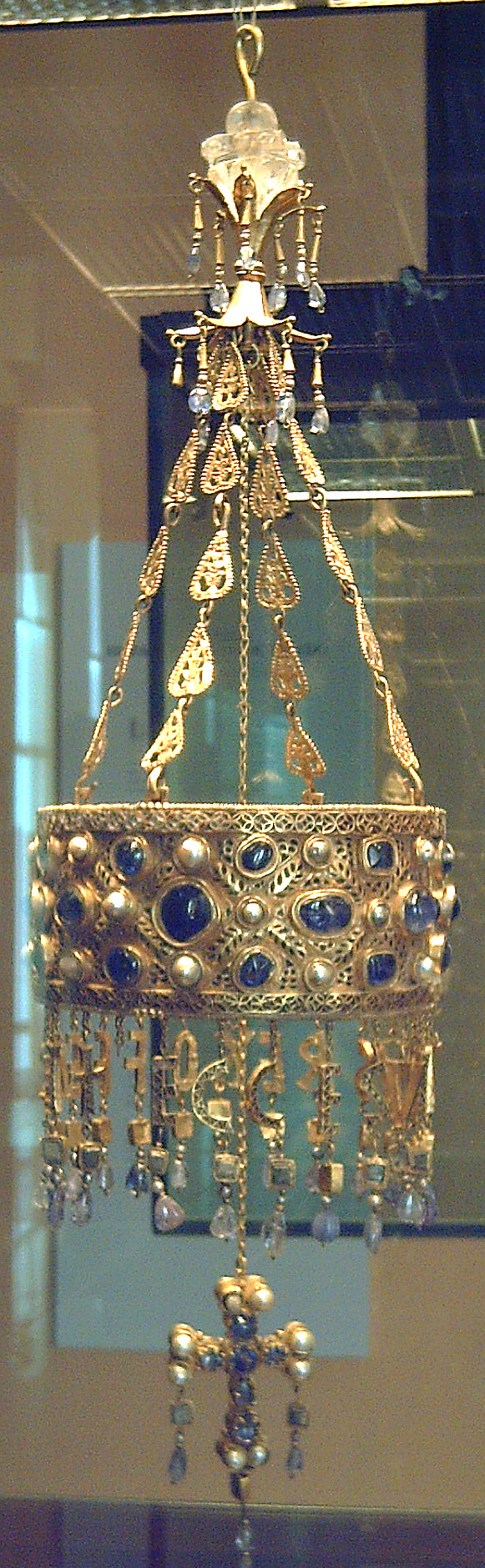
Corona de Recesvint del Tresor de Guarrazar, M.A.N., Madrid.

E. A. Thompson afirma a la seva obra fonamental The Goths in Spain (1969) que «l'única font contínua d'informació sobre els regnats dels reis de la península Ibèrica des de Gesaleic a Liuva I (507-568) és la Historia de regibus Gothorum, Vandalorum et Suevorum de Sant Isidor de Sevilla».

### Aspectes demogràfics
En qualsevol cas, els gots van haver de formar una minoria que se suposa que començaria a estar integrada a la societat hispanoromana. El seu nombre no ha estat precisat amb exactitud per cap historiador, però els càlculs més fiables parlen d'entre 150.000 i 200.000 visigots instal·lats a la península, sobre una població que no arribava als nou milions, segons Sant Isidor de Sevilla. Altres fonts parlen de 85.000-100.000 visigots sobre una població de sis milions d'hispanoromans.
Recentment, s'ha realitzat un estudi arqueològic del poblament visigot estimant una xifra per a la població visigoda entre 130% i 150%, la qual cosa representaria entre el 3% i el 4% de la població total hispana.
Els visigots es van assentar sobretot per la zona de la Meseta Nord, especialment al centre de la conca del riu Duero, zona poc poblada i amb escassa urbanització.
Aquest és el temps en què es produeix la reutilització dels materials de construcció romans per a basíliques, esglésies i altres construccions civils (vegeu Art visigot).
Es tracta d'una societat que s'ha considerat prefeudal o de transició al feudalisme, per concórrer-hi una sèrie de característiques que serien pròpies d'etapes posteriors de l'edat mitjana i que la diferencien de la Hispània romana. En primer lloc, es produeix una progressiva ruralització social, abandonant-se les grans ciutats en alguns punts i creant-se al voltant de les viles romanes nuclis de població més reduïts. D'altra banda, es tendeix a l'autoconsum i es desenvolupen llaços de dependència personal que anticipen el feudalisme. Així, dels reis depenien com a clients els gardinges. Els nobles, al seu torn, tenien els buccel·laris. I dels grans propietaris de la terra depenien els colons.
Es va produir en aquesta època una substitució de l'esclavatge pel colonat, com a forma de relació quant a l'explotació de la terra, la qual cosa s'havia iniciat ja en el Baix Imperi. Els colons formaven una àmplia massa social. Els humils, petits propietaris lliures, eren una classe social en decadència. La classe alta estava formada pels potentats, els grans terratinents nobles, tan gots com hispanoromans. La duresa de les condicions de vida de les classes baixes va acabar produint en alguna ocasió revoltes camperoles, les quals de vegades eren confoses amb heretgia com el priscil·lianisme.
Es diferencia dins de la societat entre els visigots i els hispanoromans, cadascun regit per les seves pròpies lleis. No obstant això, amb el pas dels segles es va tendir a la fusió de tots dos grups socials, permetent-se els matrimonis mixtos. Un intent d'acabar amb la diversitat jurídica va ser el Liber iudiciorum (publicat el 654), en què es tracta de recollir el dret romà al costat de les pràctiques, ja senyorials, que s'havien anat imposant a la península al voltant del dret de propietat.

### Arrians, catòlics i jueus
Quant a la religió, els visigots seguien l'arrianisme que s'havia estès a l'Imperi romà al segle iv, encara que no existien enfrontaments significatius amb els catòlics, que constituïen la majoria de la població hispanoromana. En els Concilis de Toledo, especialment durant el tercer celebrat el 589, es va resoldre la divisió provocada per l'arrianisme gràcies a la conversió de Recaredo. Aquest procés, no sense alts i baixos, va portar a una unificació de les dues confessions. La situació va afavorir la plena integració entre les comunitats godes i les hispanoromanes i l'aparició de figures fonamentals de la nova cultura com Isidoro de Sevilla, bisbe, i les Etymologiae de les quals són considerades per alguns com la primera gran obra de l'edat mitjana. L'església va guanyar gran influència social, legitima els reis a partir del 672 i el bisbat de Toledo es convertiria en el més important de tots els peninsulars.
La relació amb els jueus va ser sempre tensa. Encara que a l'inici del període visigot els problemes eren menors, la conversió al catolicisme portaria a una discriminació més gran contra els jueus, per la qual cosa molts es van convertir falsament. Especialment estrictes van ser Sisebut i Ègica, que van confiscar les seves propietats acusant-los de conspirar contra la corona. Les mesures més comunes van ser la prohibició dels matrimonis mixtos, fins i tot en cas de jueus conversos; la prohibició que els jueus tinguessin esclaus cristians i les constants reparacions econòmiques a què eren sotmesos sense cap motiu.

## Economia
La societat visigoda estava dominada per les activitats de caràcter agrícola i ramader. En aquest punt van continuar la mateixa activitat econòmica de la Hispània romana, amb els mateixos cultius, introduint-ne algun de nou, com el dels espinacs o la carxofa. L'explotació de la terra seguia organitzada al voltant de grans villae. Una vila estava dividida en reserva i mansos. No obstant això, la mà d'obra no era ja esclava, sinó que es tractava de colons, la qual cosa s'havia iniciat a l'època del Baix Imperi.
Altres trets de l'època romana, però, van canviar. Així, desapareix la importància de les grans ciutats, del comerç o la mineria. La circulació de moneda era escassa. L'únic comerç de certa importància era els productes de luxe que provenien del Mediterrani, i que era gestionat per mercaders internacionals.

## Institucions polítiques

### La monarquia

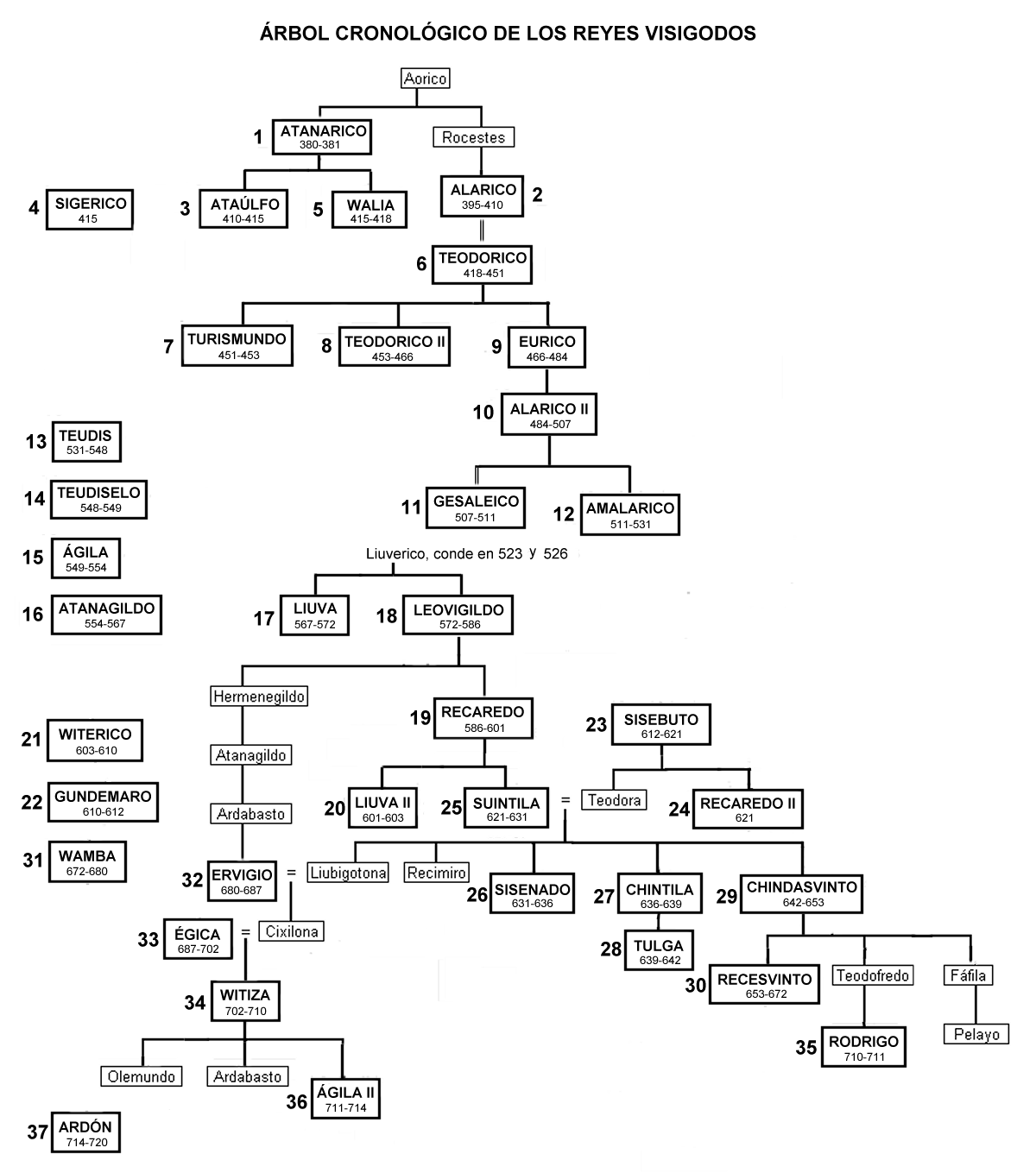
Arbre cronològic.

El rei era el cap suprem de la comunitat. La institució monàrquica feia molt de temps que estava consolidada al poble visigot quan va arribar a la Península. Els reis havien de ser de condició noble i accedien al tron mitjançant un sistema electiu en què intervenien els bisbes i els magnats palatins. Però amb aquest sistema només van ser entronitzats tres reis (Khíntila, Vamba i Roderic). L'associació al tron era, a la pràctica, la forma més comuna, juntament amb les usurpacions, de prendre el poder. El monarca estava ungit per Déu i a Ell devia la seva legitimitat; la reialesa posseïa així un caràcter sagrat, que se suposa que devia dissuadir qualsevol intent d'atemptar contra el rei. Però amb això no n'hi havia prou i els assassinats de monarques, rebel·lions, conjures i usurpacions eren moneda de canvi en el regne visigot.
Al costat del rei hi havia el Aula Regia, consell assessor que estava format per nobles.

### Administració territorial
Els visigots van acceptar la divisió provincial de la Hispània Romana. Al capdavant de les províncies van posar els duces (singular, dux; en català, «ducs») i al capdavant de les ciutats als comites (comes, «comtes»).
Les institucions municipals, en canvi, van entrar en decadència. Els curials municipals, encarregats de recaptar els impostos a les ciutats, continuen i n'accentuen la caiguda. Són desposseïts del seu poder tributari i aquest recau en mans dels duces i els comes. Aquests assumiran gran part de la tasca administrativa del regne i governaran províncies o regions amb plenes competències en l'administració i la justícia. Iniciant-se un procés de protofeudalització.

### Hisenda pública
Estava formada pel Tresor Regio, el patrimoni de la corona i els ingressos per impostos.
El Tresor Regio el constituïen les grans quantitats d'or, plata i joies que els visigots havien aconseguit amb els saquejos al llarg de la seva història. L'encarregat de la seva custòdia era el comes thesauri i va passar per diverses vicissituds. Després de la derrota d'Alaric II a la batalla de Vouillé el 507, el tresor va passar a Ravenna sota custòdia dels ostrogots i va ser reinstaurat el 526 després de la mort del rei ostrogot Teodoric el Gran.
Estava dividit en dos grups clarament diferenciats (diferents ubicacions):

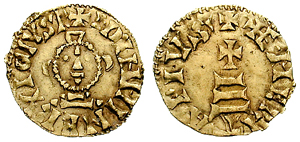
Tremís d'or d'Ervigi emès a Bracara Augusta entre 680 i 687.

- Tresor nou: monedes d'or i plata amb què pagaven a l'exèrcit, administració, etc.
- Tresor antic: amb les joies emmagatzemades dels saquejos. Entre aquestes peces estava amb seguretat la «Taula de Salomó» i s'especula que també estigués el «Canelobre dels Set Braços», ambdós objectes capturats en el saqueig a Roma per Alaric.

El Tresor Regio constituïa una reserva molt important per al regne visigot i els seus monarques no van dubtar a utilitzar-lo per pagar aliats a les seves lluites internes.
El patrimoni de la corona era immens i el componia sobretot la gran quantitat de terres que els monarques pastaven. Aquestes provenien de diverses fonts: les expropiades per les constants purgues que es realitzaven a la noblesa, les terres desertes o deshabitades i les terres provinents del fisc romà. Aquestes terres s'arrendaven a serfs que les cultivaven i pagaven una renda. Totes eren administrades pel comte del patrimoni. Al VIII Concili de Toledo sota regnat de Recesvint s'estableix una separació entre el patrimoni del monarca i el de l'Estat.

Seques visigodes.

Els impostos al regne visigot no és una qüestió clara. Se sap que els petits propietaris i els serfs que cultivaven les terres reials pagaven un tribut. Sembla que també hi va haver un impost al clergat, però no va tenir continuïtat en el temps. Els jueus van ser sotmesos a un impost especial. Bisbes i numerarii establien el canvi de diners a espècie i funcionaris de l'administració central s'encarregaven de la seva recaptació; al capdavant de l'organització fiscal hi havia el comte del patrimoni.

### Concilis de Toledo
Entre els anys 400 i 702 es van celebrar a Toledo divuit Concilis de Toledo en els quals, reunits en assemblea, els bisbes de totes les diòcesis d'Hispània sotmetien a consideració assumptes de naturalesa tant política com religiosa, amb independència del poder a què estiguessin sotmesos (suo, visigot o romà d'Orient).
Entre aquestes qüestions no estrictament religioses van estar les normes per a l'elecció dels reis, l'aprovació dels destronaments o la condemna als rebels. Era en els concilis, a més, on es decidia sobre la persecució dels jueus.

### Divisió eclesiàstica

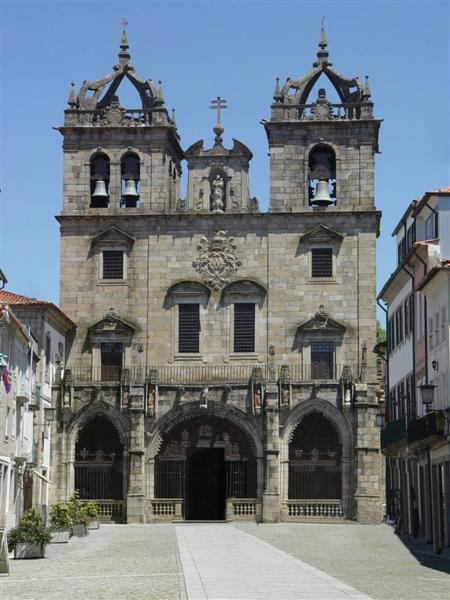
Catedral de Braga.

Per al coneixement de la geografia eclesiàstica visigòtica es poden utilitzar diverses fonts com la Hitació de Vamba de finals del segle vii, les signatures de prelats en les actes dels Concilis de Toledo, les obres de Hidaci o de Isidor de Sevilla i les anomenades Nomina sedium episcoplaium estudiades per Claudio Sánchez Albornoz.
Les províncies van coincidir en els seus límits amb les antiges províncies romanes, amb l'excepció del regne dels sueus el territori del qual va ser dividit en dues províncies eclesiàstiques, les capitals de les quals van ser Braga i Lugo. L'arxidiòcesi de Braga comprenia quatre diòcesis que antany pertanyien a Lusitània: Lamecum, Viseum, Conímbriga i Egitania. A mitjans del segle vii van passar a dependre de Mèrida.
En aquesta època la Narbonense era una regió pertanyent a l'estat visigòtic, el qual comptava amb sis seus metropolitanes:
- Gal·lècia, capital Braga.
- Lusitània, capital Mèrida.
- Bètica, capital Sevilla.
- Cartaginense, capital Toledo.
- Tarraconense, capital Tarragona.
- Narbonense, capital Narbona.

## Art visigot d'Hispània

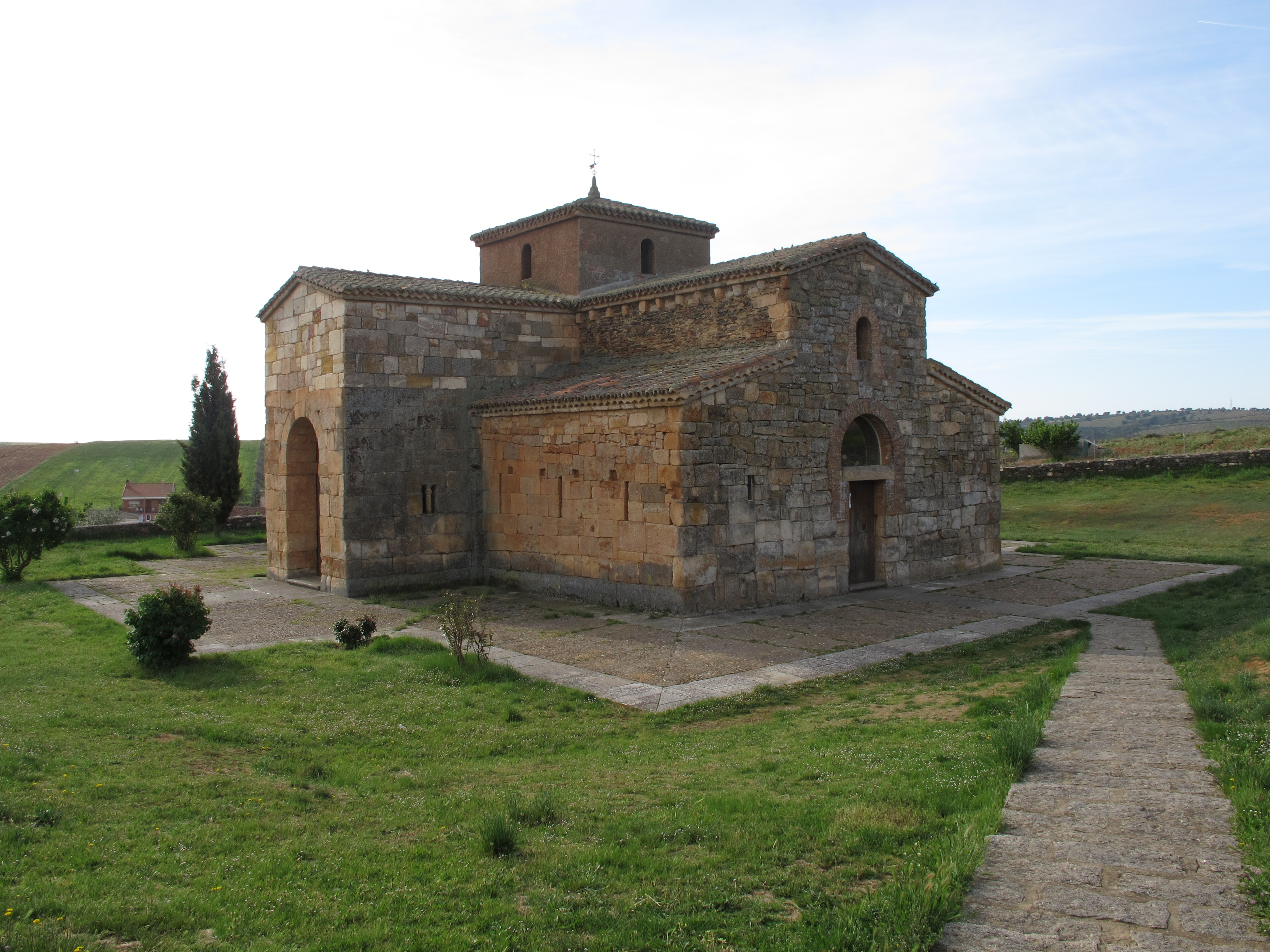
Església visigoda de San Pedro de la Nave al Campillo (Zamora).

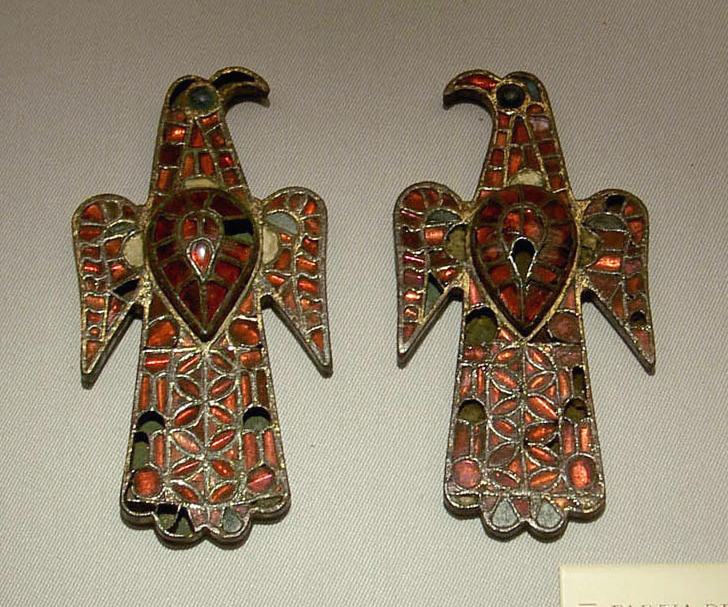
Fíbules aquiliformes d'Alovera al Museu Arqueològic Nacional (Madrid).

### Arquitectura
Avui dia encara podem contemplar diferents construccions religioses visigodes com San Pedro de la Nave, a la localitat de El Campillo (Zamora), del segle vii, l'Església de Santa Maria de Melque, a San Martín de Montalbán (Toledo), que va néixer com a part d'un conjunt monàstic al segle vii, i altres, segons el detall:
- Ermita de Santa María, situada a la localitat burgalesa de Quintanilla de las Viñas
- Església de San Juan de Baños, a Baños de Cerrato (Palència) de tipus basilical llatí
- Esglésies de Sant Martí i de Santa Comba de Bande, ambdues d'Orense i de tipus més o menys romà d'Orient en forma de creu grega
- Capella de São Frutuoso de Montélios a Braga, Portugal
- Església de Santa Lucía del Trampal a Alcuéscar, Càceres
- Cripta de Sant Antolí, a la catedral de Palència

És característic de l'arquitectura visigoda l'arc de ferradura, que més tard seria adoptat pels musulmans.
Quant a restes arqueològiques d'arquitectura civil visigoda, destaca Recòpolis, una antiga ciutat d'origen visigot situada prop de Zorita de los Canes (Guadalajara). Va ser manada construir per Leovigild en honor al seu fill Recared en 578. Va funcionar com un centre urbà important, capital d'una província visigoda denominada Celtiberia, de límits imprecisos, a l'est de la Carpetània (Toledo, la capital del regne). El conjunt és considerat «un dels jaciments més transcendents de l'Edat Mitjana en ser l'única ciutat de nova planta construïda per iniciativa estatal als inicis de l'Alta Edat Mitjana a Europa» segons Lauro Olmo Enciso, catedràtic d'arqueologia de la Universitat d'Alcalá. S'han identificat les restes d'un complex palatí, d'una basílica visigoda, habitatges i tallers d'artesania.

### Orfebreria

#### Corones i creus votives
Una de les mostres més cridaneres de l'art visigot a Hispània, es deu a la troballa del tresor de Guarrazar, és un tresor d'orfebreria visigoda compost per corones i creus que diversos reis de Toledo van oferir al seu dia com exvot. Va ser trobat entre els anys 1858 i 1861 en el jaciment arqueològic denominat horta de Guarrazar, situat a la localitat de Guadamur, molt a prop de Toledo. Les peces estan repartides entre el Museu Cluny de París, l'Armeria del Palau Reial i el Museu Arqueològic Nacional, tots dos a Madrid.
De les corones, la Corona de Recesvint és la que més crida l'atenció per la seva orfebreria i bellesa, amb lletres que hi pengen, s'hi pot llegir «Reccesvinthvs Rex offeret» («El rei Recesvint [la] va oferir»).

#### Fíbules aquiliformes
Les fíbules aquiliformes (en forma d'àliga) que s'han descobert en necròpolis com a Duratón, Madrona o Castiltierra (municipis de la província de Segòvia), de gran importància arqueològica, són una mostra inequívoca de la presència visigoda a Espanya. Aquestes fíbules s'usaven soltes o per parells, com a fermall o imperdible d'or, bronze i vidre per unir la vestimenta, obra dels orfebres de la Hispània visigoda, arqueològicament no hi ha dubte que aquestes fíbules pertanyien al poble visigot, present a Hispània a partir del segle v de la nostra era. Destaquen les trobades a Alovera (Guadalajara), i que es poden veure a la il·lustració que hi ha damunt d'aquestes línies.

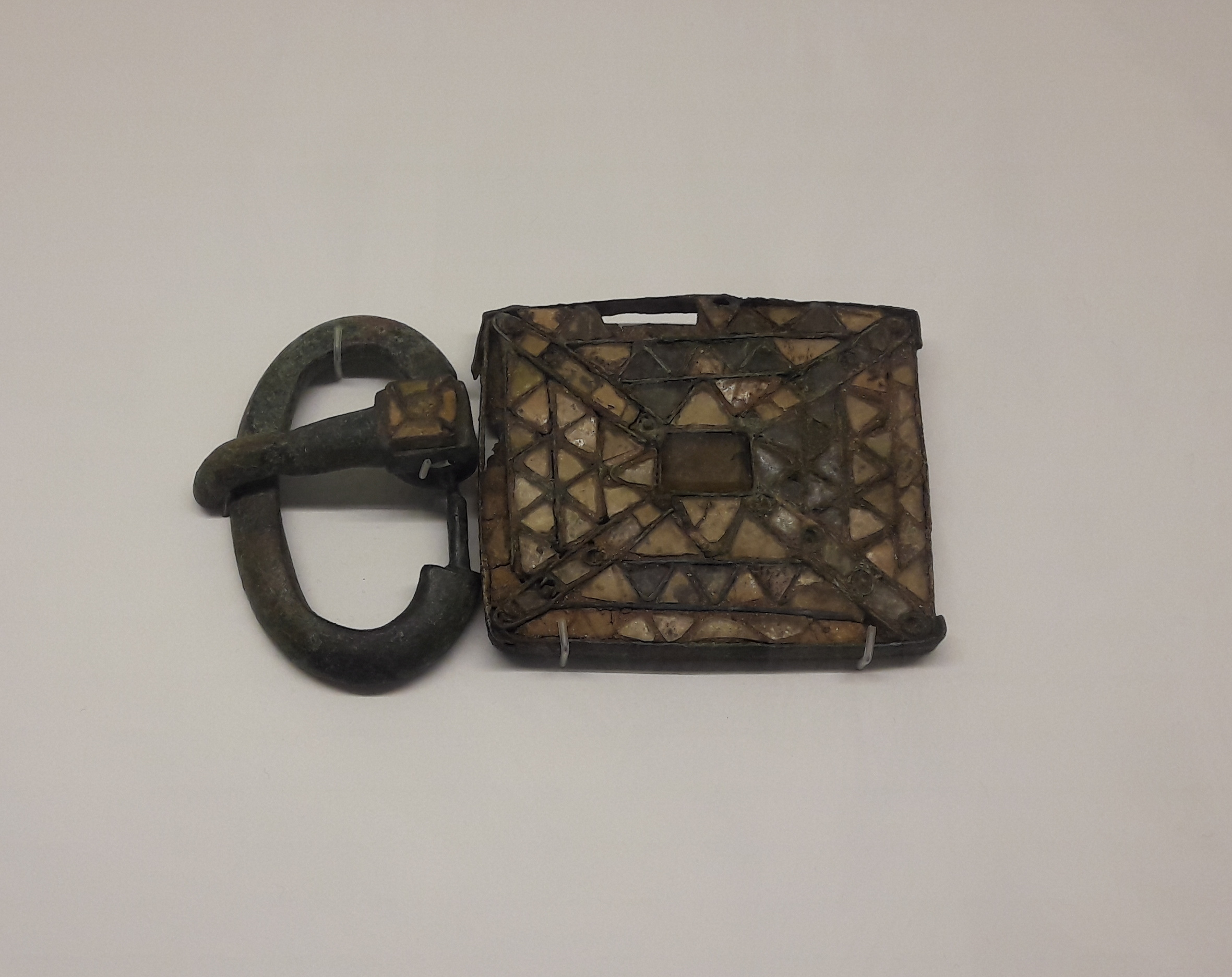
Placa i sivella de cinturó. Bronze i ferro fosos amb decoració en pasta vítria seguint la tècnica del mosaic de cel·les o cloisonné. Segles -. Procedents de la necròpolis visigoda de Castiltierra, Segòvia. Museu de Màlaga, Andalusia.

#### Plaques i sivelles de cinturó
Les plaques i sivelles de cinturó trobades a Espanya són objectes amb una doble funció, d'ús quotidià i ornamental, símbol de rang i distinció de les dones visigodes, són sivelles grans i rectangulars. Algunes peces contenen excepcionals incrustacions de lapislàtzuli d'estil romà d'Orient. Les trobades a la necròpolis visigoda de Castiltierra (Segòvia), dels segles segle v-segle vii, són de bronze i ferro fosos, amb decoració en pasta vítria seguint la tècnica del mosaic d'esmalt alveolat o cloisonné, es tracta d'una tècnica que pot utilitzar incrustacions de pedres precioses, vidre o altres materials.
Historiadors com G. G. Koenig veuen en les peces d'Espanya, característiques similars a la forma de vestir danubiana dels segles segle v-segle vi. Segons el professor Michel Kazanski, director d'Investigació del Consell Nacional de Recerca Científica de França (CNRS), aquesta es va desenvolupar al nord del Mar Negre al voltant de l'any 400, i els pobles germànics posteriorment la van portar a Occident.
Hi ha força varietat en la decoració, són destacables les peces d'orfebreria de les tombes visigodes d'Aguilafuente (Segòvia), especialment les trobades a la tomba d'una dona, que es creu del segle vi, en què la sivella anava acompanyada de dues fíbules i diverses joies característiques del vestit femení visigot. A les necròpolis visigodes també es troben polseres de diferents metalls, collarets de perles i arracades, amb incrustacions de vidre de color. Totes aquestes joies s'han trobat en tombes de la Hispània visigoda central, com és el cas de la necròpolis de Madrona (Segòvia), que té un conjunt força variat d'aquests elements ornamentals. El jaciment d'Aguilafuente consta de més de dues-centes tombes.

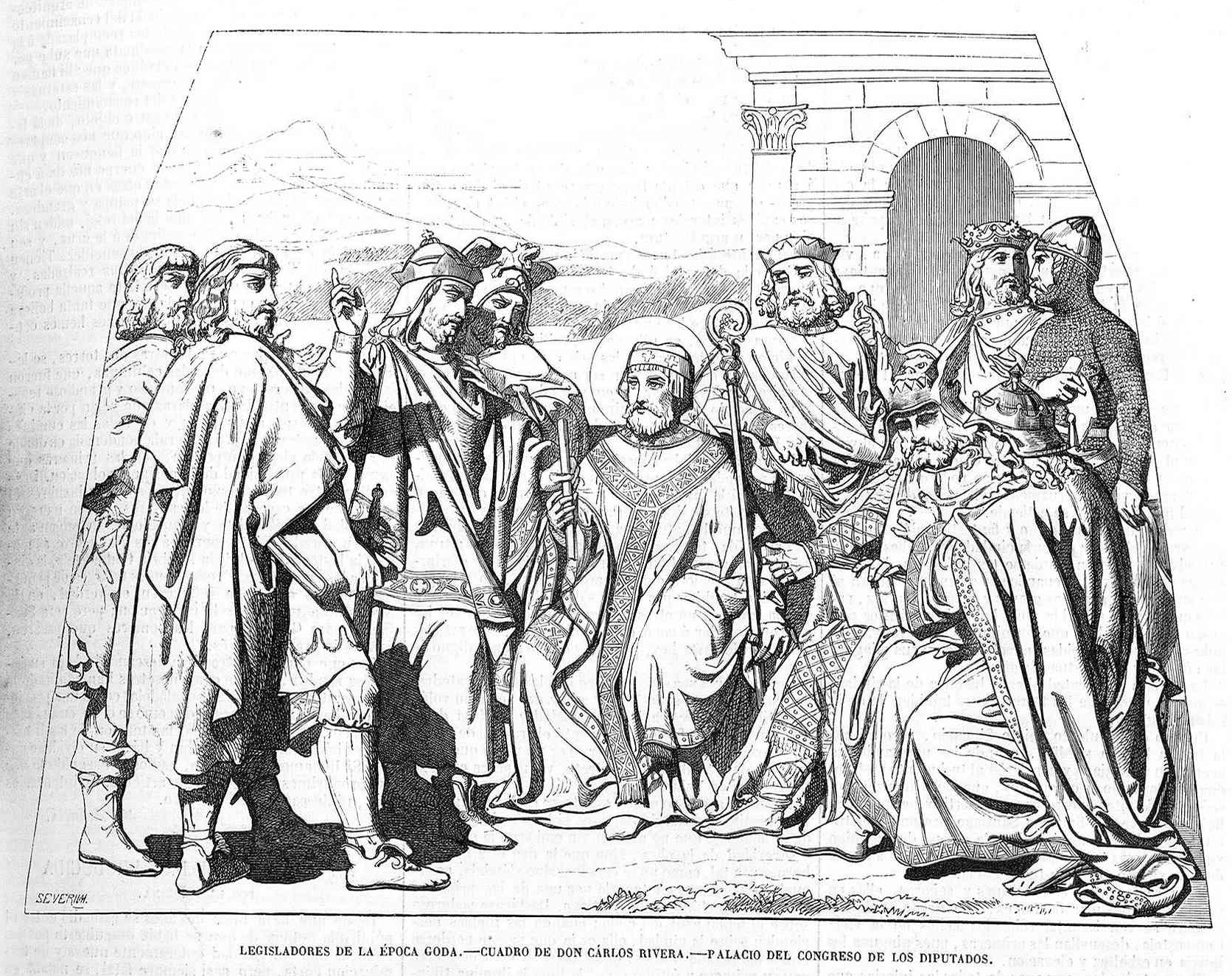
Legisladors de l'època goda.

## Influència lingüística del català i altres llengües
Per als visigots a la península Ibèrica la llengua no era un factor distintiu entre ells i els hispanoromans (que vivien al territori abans de la seva arribada); ambdós grups parlaven la mateixa llengua, el llatí vulgar. Tot i això, la llengua gòtica original i altres aspectes de la cultura dels visigots van tenir un impacte lingüístic sobre alguns aspectes del català i altres llengües ibèriques actualment. En altres paraules, hi ha reflexos lingüístics del contacte social entre els hispanoromans i els visigots en la llengua catalana avui en dia.
Pel que fa a la fonètica, no hi ha empremtes. No obstant això, hi ha rastres de la seva llengua a la morfologia i lexicologia del castellà. Per exemple, certes paraules conserven el sufix gòtic -ing, que es convertiria en -engo. Podem veure exemples d'això en les paraules «abolengo» i «realengo».
Certs tipus de paraules reflecteixen les dues cultures i les seves pròpies llengües; podem veure influència lingüística dels visigots al català en paraules relacionades amb el comerç, l'agricultura, la indústria, l'habitatge i el dret. En principi, és probable que les paraules fossin paraules prestades de la llengua gòtica, però gradualment es van desenvolupar per ser més semblants al català i més fàcils de pronunciar per a un parlant de llatí vernacle.
També els hispanoromans van prendre paraules dels gots i les adaptaven a la seva llengua vernacla; per exemple, la paraula sabó es deriva d'una paraula gòtica: saipo → sapone → sabó. Els visigots introduïen un concepte per als hispanoromans (en aquest cas, el concepte nou de sabó) i adaptaven la paraula gòtica original (de saipo) perquè fos més fàcil de pronunciar i més semblant a una llengua romanç, també de la paraula gòtica reiks procedeix «ric».
Altres paraules en llengua catalana venen de paraules gòtiques relacionades amb allò militar o diplomàtic. La paraula «guerra» va reemplaçar la paraula llatina bellum. «Guerra» deriva de la llengua gòtica com segueix: werra → guerre → guerra, la paraula «guàrdia» deriva del gòtic wardja, la paraula «treva» deriva del gòtic triggwa.
D'interès particular és l'impacte dels visigots a l'antroponímia, que és una branca de l'onomàstica que estudia els noms propis. De fet, molts noms comuns tenen els seus orígens en la llengua gòtica a causa de la presència durant més de dos-cents anys dels visigots a la península Ibèrica. Per exemple, el nom «Ferran» es deriva d'una combinació de dues paraules gòtiques: frithu ('pau') i nanth ('atrevit'). Gradualment els hispanoromans els adaptaven fins a formar un nom nou, Fridenandus, i finalment es convertien en «Ferran». També podem veure aquest procés al nom «Alfons» està compost d'una combinació de all i funs ('preparat'). Més antropònims d'origen gòtic són Roderic, (de hrod, 'fama, glòria', i reiks, 'poderós, ric', significa 'guerrer', 'guerrer famós'), Argimir, Elvira, Gonçal, Albert, etc.